# ナルシス・ムントリオル

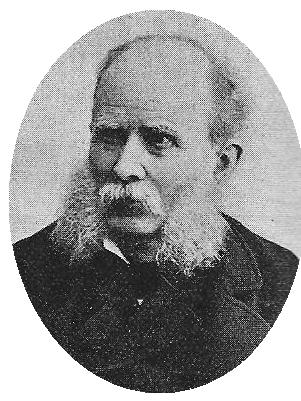
ムントリオル（1880年の写真）

ナルシス・ムントリオル・イ・アスタリオル（Narcís Monturiol i Estarriol, 1819年9月28日 - 1885年9月6日）は、カタルーニャの技術者、芸術家、知識人。水面下を航行するという問題に取り組み、1859年には人力駆動の潜水艇イクティネオIを公開試験。1867年にはイクティネオIIに化学反応の発熱を利用する蒸気機関を積み、水面下を航行させることに成功した。彼の非大気依存推進はヘルムート・ヴァルターのヴァルター機関に半世紀以上も先んじていた。

## 前半生
ムントリオルはスペイン、カタルーニャ地方の都市フィゲーラスで生まれた。父親は桶屋であった。サルベーラの高等学校に通い、1845年にはマドリードで法学の学位を取得した。
ムントリオルは法曹界には進まず、文筆業と出版業に転向して1846年に出版社を起業した。同年、エミリア（Emilia）という女性と結婚。彼は雑誌やパンフレットを刊行して、自らのラディカルな思想（フェミニズム、平和主義、ユートピア的共産主義）を世に問うた。彼はまた「男性の専制から女性を防衛する」ことを目的と謳う新聞"La Madre de Familia"や、スペイン初の共産主義新聞"La Fraternidad"を創刊した。
友人のイルデフォンソ・セルダ（都市計画家）らとともに共和主義運動を行なった。ムントリオルはエティエンヌ・カベ（Étienne Cabet；フランスの思想家）のユートピア思想の熱心な支持者でもあった。彼は新聞"La Fraternidad"でその思想を広め、またそのユートピア小説"Voyage en Icarie"（イカリアへの旅）をスペイン語訳した。
1848年革命の結果、彼の刊行物は政府の弾圧を受けることになり、彼自身も一時フランスへ亡命することを余儀なくされた。1849年にバルセロナに戻ったが政府により出版活動が制限されたため、代わりにムントリオルはその精力を科学と技術に向けた。
カダケスへの滞在中、彼は珊瑚採りの海士が溺死するのを目撃し、その仕事が危険であることを知った。このことが刺激となり、彼は水中航行について考え始め、1857年9月にバルセロナに戻ると、水中航行の研究を目的に、1万ペセタの資本金で"Monturiol, Font, Altadill y Cia."という名の営利組織を創立した。

## イクティネオ I

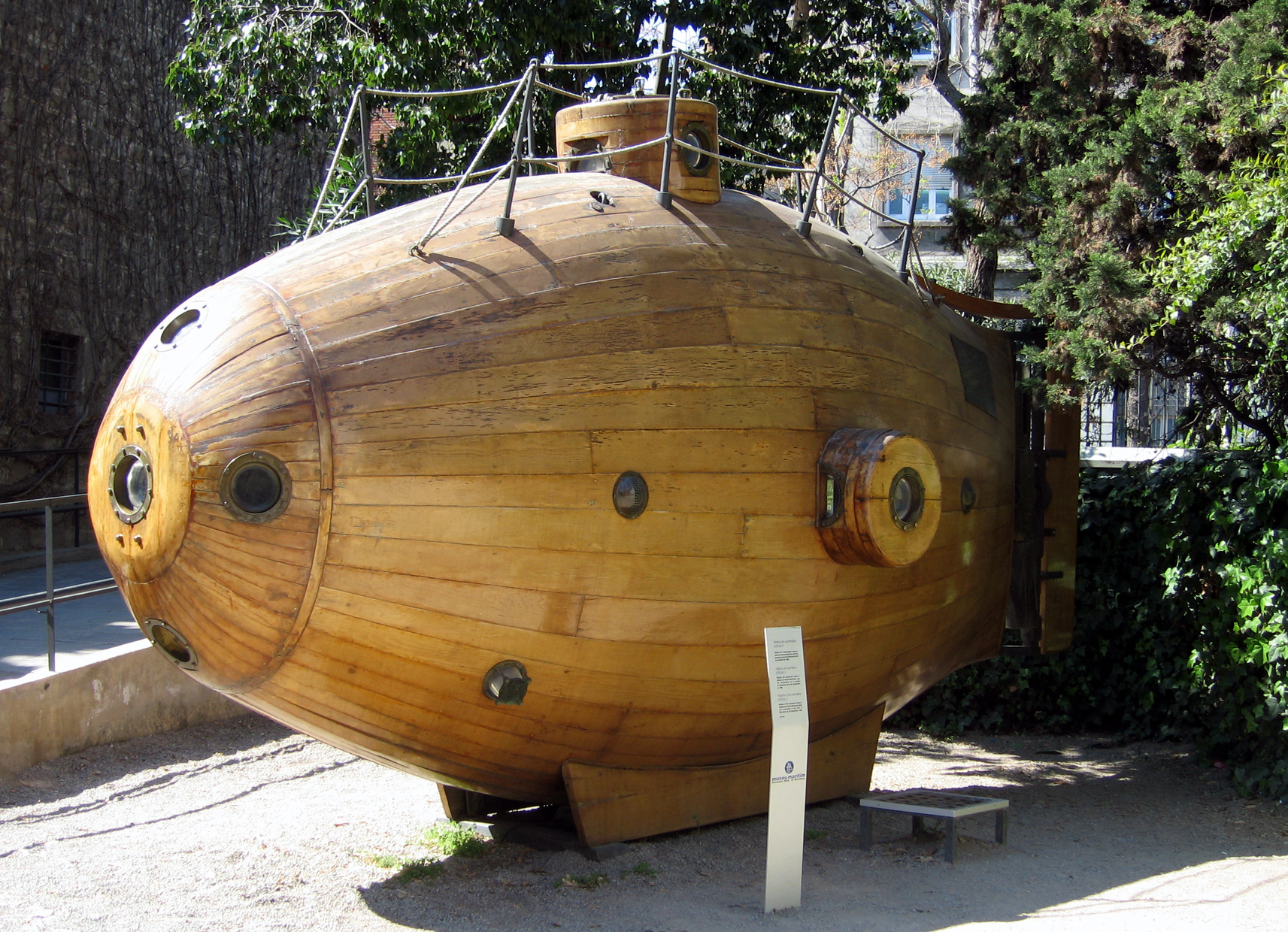
イクティネオ I（レプリカ）

イクティネオI(Ictineo I) は全長7m、幅2.5m、高さ3．5mで、珊瑚採りを安全に行なうことを目的に作られた。船体は水密で、水圧に耐えるために横断面は円形、外形はほぼ流線型で、排水量は10トンであった。ムントリオルの潜水艇は、ヴィルヘルム・バウアー（Wilhelm Bauer, 1822-1875）が1851年に試作した潜水艇「ブラントタオハー」にヒントを得た可能性がわずかにある。「イクティネオ」の革新性は、耐圧船殻（内側）と水密船殻（外側）を組み合わせるアイディアにあった。イクティネオ I は4人の乗員の筋力でスクリューを回して推進された。潜行・浮上は垂直のスクリューと、ポンプによる水の出し入れで行なわれた。船首には珊瑚採り用の道具が装着された。
船内の空気から二酸化炭素を除去するためには、水酸化カルシウムの入った容器に空気を通すという手法が用いられた。船内の照明には単なるロウソクが使われた。これは、空気中の酸素量を示す警報装置にもなった。
1859年の夏、ムントリオルはイクティネオ I で20回以上の潜水を行なった。乗員は、造船業者や組織の共同経営者であった。ムントリオルは潜行深度を徐々に増やしてゆき、最終的には20mまで到達した。また、耐圧殻の内部にある酸素だけで約2時間潜り続けられる事と、二酸化炭素吸収剤と圧縮酸素があれば潜水可能時間を倍に伸ばせる事を確かめた。イクティネオ I は操縦性は良好だったが、人間の筋力を動力源とする以上、速度に関しては劣悪であった。
1860年9月29日の公開実験では400人の観衆の熱狂を得たうえ、レオポルド・オドネル将軍からは好意的な評価と援助の約束を得られたが、それは空約束に終わり実際に政府の補助を受けることはできなかった。ムントリオルは国民に寄付を募り、スペイン本土およびキューバの市民たちから計30万ペセタの寄付金を集めた。
イクティネオ I は約50回の潜水試験に耐えたが、1862年1月、貨物船に衝突され、破壊された。バルセロナの海事博物館の前庭には、後年に作られたイクティネオ I のレプリカが飾られている。なお「イクティネオ」（Ictineo）は「魚」と「船」を意味する二語の合成語である。

## イクティネオ II

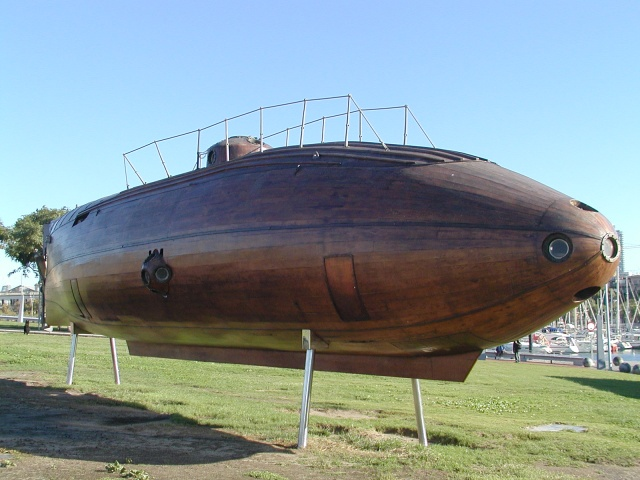
イクティネオ II（レプリカ）

イクティネオ I の改良版として設計されたイクティネオIIは、1864年10月2日に進水した。全長14m、幅2m、高さ3m。木材（オリーブとオーク）と2mm厚の銅板で作られた。上部には幅1.3mの甲板とハッチがあった。動力は当初1号機と同様の人力駆動であったが、その他の点では化学的な水中灯、伸縮するマジックハンド、四分割されたバラスト・タンクによるトリムと深度の調節、等の改良が施されていた。非常時には重りを捨てて緊急浮上できる機構も備えていた。
イクティネオ II は1865年5月20日に人力推進の下、処女航海を行なった。潜水深度は30mに達した。人力駆動の限界に飽き足らないムントリオルは蒸気機関の搭載を構想したが、当時の蒸気機関は火を必要とするものであり、潜水艦には不適であった。彼は化学に活路を求めて実験を繰り返し、亜鉛53%・二酸化マンガン16%・塩素酸カリウム31%を混ぜると、蒸気機関を動かすのに必要な熱が生み出されることを発見した。なお熱と同時に酸素も発生する。これはタンクに貯められ、呼吸用に使われた。ムントリオルは6気筒の蒸気機関を購入し、それを二分割した。半分は水上航行用であり石炭を焚いて駆動された。そしてもう半分が水中航行用であり、上述の物質の化合熱で動かされたのである。
ムントリオルは全金属製の3号機を製作してこのエンジンを積もうと構想したが、経済状況からしてそれは論外であり、エンジンをイクティネオ II に搭載するのがせいぜいであった。
イクティネオ II が初めて水上を動力航行したのは1867年10月22日である。平均速度3.5ノットで、最高速度は4.5ノットであった。12月14日には水面下を動力航行したが、長距離ではなかった。
同年12月23日、ムントリオルの会社は破産した。ムントリオルは唯一の財産であるイクティネオ II を債権者に引き渡さねばならなかった。新しい所有者は、税金逃れのために潜水艦を分解してスクラップとして売り払った。現在、イクティネオ II のレプリカはバルセロナの港で見ることができる。

## 晩年と死後

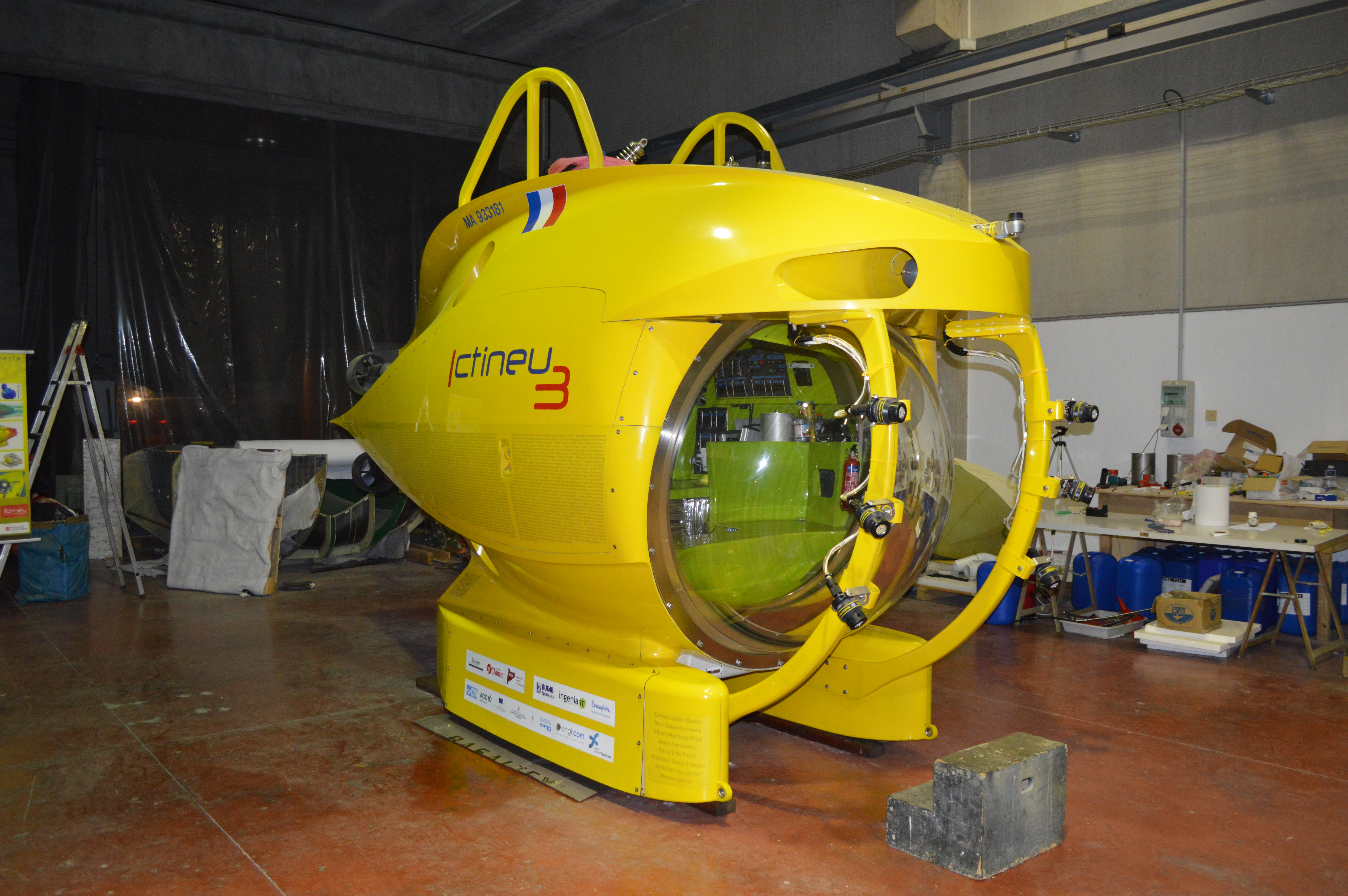
イクティネオ 3

1868年、ムントリオルは政治活動の方面に戻った。連邦党の党員として、スペイン第一共和政の議会で議員を務めた（1873年）。その直後にはマドリードの国立切手製造所の長となり、数ヶ月間その職にあった。ここで彼は粘着紙の生産速度の向上に努めた。またムントリオルは書類のコピー装置、連続的印刷機、独自の速射砲、蒸気機関の能率向上法、石切り機、肉の保存法、紙巻きたばこ製造機などを発明している。
ムントリオルは1885年にバルセロナ近郊で死去した。スペイン政府は1987年に彼を記念する20ペセタ切手を発行している。
1973年、アメリカ海軍からスペイン海軍へ移管されたバラオ級潜水艦・ジャラオ（SS-368)は、ムントリオルにちなんで「ナルシソ・ムントリオル」（SPS Narciso Monturiol, S-35）と命名された。当艦は、1984年まで就役した。
2013年、深度1200メートルまで到達できるフランスの有人潜水艇が完成し、ムントリオルの潜水艇に敬意を表して「イクティネオ 3」と命名された。
スペイン海軍が建造中の、非大気依存推進システムを実装したS-80型潜水艦の中に、ムントリオルの名が付けられた艦ナルシス・ムントリオル (S-82)がある。

## 参考資料
- Stewart, Matthew (2003). Monturiol's Dream: The Extraordinary Story of the Submarine Inventor Who Wanted to Save the World. Profile Books Ltd.. ISBN 1861974701. 
  - 高津幸枝訳『1859年の潜水艇 天才発明家モントゥリオールの数奇な人生』ソニー・マガジンズ、2005年、ISBN 978-4789726733
- Editorial Ramón Sopena; Diccionario Enciclopédico Ilustrado 1962
- 田澤耕『カタルーニャ50のQ&A』新潮社〈新潮選書〉、1992年、ISBN 4-10-600420-8